# Klausul (logik)
Klausuler är i satslogiken ett sätt att i steg och med endast behovet av operatorerna 
"¬ (icke)" och "{\displaystyle \lor } (eller)" kunna bilda nya premisser från givna satser.
Exempel 1:

Den materiella implikationen (p → q) kan skrivas som klausulen ¬p {\displaystyle \lor } q, alltså icke p eller q.
Man utnyttjar bland annat att konjunktioner av satser är identiskt med att hävda då båda satserna.
Exempel 2:

S:(¬p ∨ q) ∧ (¬q ∨ p) 

p1: ¬p ∨ q 

p2: ¬q ∨ p

Ovanstående är ekvivalensens klausuler, alltså negationen av den exklusiva disjunktionen.